# Coral Fang
Coral Fang es el tercer y último álbum publicado por la banda de punk rock, The Distillers, lanzado por Sire Records en el 2003.

## Lista de canciones
1. «Drain the Blood» – 3:08
2. «Dismantle Me» – 2:26
3. «Die on a Rope» – 2:39
4. «The Gallow Is God» – 4:35
5. «Coral Fang» – 2:09
6. «The Hunger» – 5:28
7. «Hall of Mirrors» – 3:50
8. «Beat Your Heart Out» – 2:48
9. «Love Is Paranoid» – 2:07
10. «For Tonight You're Only Here to Know» – 3:18
11. «Death Sex» – 12:17

## Personal

### The Distillers
- Tony Bradley - Guitarra, coros
- Brody Dalle - Voz principal, guitarra
- Andy Granelli - Batería, percusión
- Ryan Sinn - Bajo, coros
- Dan Druff - guitarra
- Mike Fazano - batería

### Producción
- Productor: Gil Norton
- Productor Ejecutivo: Tom Whalley
- Ingenieros: Bradley Cook, Jason Dunne
- Mezclador: Andy Wallace
- Mastering: Howie Weinberg
- A&R: Craig Aaronson
- Técnicos: Dan Druff, Mike Fazano
- Diseño: Richard Scane Goodheart
- Foto: James R. Minchin III
- Arte y diseño: Tim Presley
- Publicidad: Brian Bumbery

## Posicionamiento
Álbum
| Año  | Listas            | Posición |
| ---- | ----------------- | -------- |
| 2003 | The Billboard 200 | 97       |

Sencillos
| Año  | Sencillo              | Listas             | Posición |
| ---- | --------------------- | ------------------ | -------- |
| 2004 | "Drain the Blood"     | Modern Rock Tracks | 28       |
| 2004 | "Beat Your Heart Out" | Modern Rock Tracks | -        |
| 2004 | "The Hunger"          | Modern Rock Tracks | -        |

- Datos: Q2600502